# Майкл Лейтам Пауелл
Ма́йкл Ле́йтам Па́уелл (англ. Michael Latham Powell; 30 вересня 1905, Біксбург, Кент, Англія — 19 лютого 1990, Ейвнінг, Глостершир, Англія) — британський кінорежисер, сценарист та продюсер, що зняв понад 60 фільмів, найзначніші з яких — спільно з Емериком Прессбургером. За назвою заснованої ними студії The Archers Пауелла і Прессбургера прозвали Лучниками.

## Біографія
Майкл Лейтам Пауелл народився в сім'ї фермера. У юності влюбився в кіно, залишив роботу в банку заради того, щоб замітати підлогу та розносити провізію на знімальному майданчику. Допомагав А. Гічкоку в роботі над сценаріями його перших фільмів, включаючи «Шантаж» (1929). У 1930-і роки починає самостійно знімати малобюджетні трилери й комедії.
У 1939 році Пауелл був найнятий продюсером Александром Кордою, який доручив йому «врятувати» фільм «Шпигун у чорному», що знімався для двох зірок, — Конрада Фейдта і Валері Гобсон. На знімальному майданчику Пауелл познайомився зі сценаристом Емериком Прессбургером. Незабаром обоє зрозуміли, що, будучи повними протилежностями за особистими якостями, дотримуються схожих поглядів на кіномистецтво і прекрасно можуть спрацьовувати. Після фільмів «Контрабанда» і «49-а паралель» вирішили виступати на рівних правах як сценаристи, продюсери й режисери під ім'ям «Лучники» (англ. The Archers). Зняли 19 фільмів, більшість з яких донині вважаються класикою британського кіно: «Один з наших літаків не повернувся», «Життя і смерть полковника Блімпа», «Сходи в небо», «Чорний нарцис», «Червоні черевички».
На початку 1950-х років фільми Лучників виходять з моди. У 1956-му творчий союз Пауелл-Прессбургер розпадається. Грандіозний скандал, яким супроводжувався вихід новаторського фільму Пауелла «Той, що підглядає» (1960), фактично поставив хрест на його кінокар'єрі.
Імена Пауелла і Прессбургера допомогли повернути із забуття їхні голлівудські прихильники — Френсіс Форд Коппола і Мартін Скорсезе. У 1980-і роки в найбільших кіноінститутах були організовані ретроспективи робіт Лучників. Незадовго до смерті Пауелл встиг підготувати до друку ґрунтовну автобіографію «Життя в кіно» (англ. A Life in the Movies, 1986).
У 1957 році Майкл Пауелл входив до складу міжнародного журі 10-го Каннського міжнародного кінофестивалю, очолюваного Андре Моруа.

## Значення
У списку ста найкращих британських фільмів за версією Британського кіноінституту Майклу Пауеллу належить п'ять фільмів (більше — сім — лише у Девіда Ліна). Американський кінокритик Дейв Кер вважає фільми Лучників найвизначнішими в історії англійського кіно. Під час масштабного опитування кінокритиків журналом Sight & Sound (2012) частіше за роботи Пауелла-Прессбургера називали тільки фільми Р. Брессона. Пауелл займає 22-ге місце у списку найвидатніших кінорежисерів усіх часів, за версією журналу Entertainment Weekly.

## Особисте життя
З 1984 і аж до своєї смерті в 1990 році Майкл Пауелл був одружений з кіномонтажеркою Тельмою Шунмейкер.

## Фільмографія
* Жирним шрифтом виділені фільми, зрежисовані у співавторстві з Емериком Премссбургером.
| Рік       |     | Назва українською                     | Оригінальна назва                   | Режисер | Сценарист | Продюсер |
| --------- | --- | ------------------------------------- | ----------------------------------- | ------- | --------- | -------- |
| 1929      |     | Шантаж                                | Blackmail                           |         | Так       |          |
| 1930      |     | Порода                                | Caste                               | Так     | Так       |          |
| 1931      |     | Парк-лейн, 77                         | 77 Park Lane                        |         | Так       |          |
| 1931      |     | Вулиця Чалгрин, 77                    | 77 rue Chalgrin                     |         | Так       |          |
| 1932      |     | Між днем і ніччю                      | Entre noche y día                   |         | Так       |          |
| 1932      |     | Мій друг король                       | My Friend the King                  | Так     |           |          |
| 1932      |     | Ринокс                                | Rynox                               | Так     | Так       |          |
| 1932      |     | Готель «Чудовий»                      | Hotel Splendide                     | Так     |           |          |
| 1932      |     |                                       | C.O.D.                              | Так     |           |          |
| 1932      |     | Його панування                        | His Lordship                        | Так     |           |          |
| 1933      |     | Прекрасне розуміння                   | Perfect Understanding               |         | Так       |          |
| 1933      |     |                                       | Born Lucky                          | Так     |           |          |
| 1934      |     | Пожежники                             | The Fire Raisers                    | Так     | Так       |          |
| 1934      |     | Червоний прапор                       | Red Ensign                          | Так     | Так       |          |
| 1934      |     | Дещо завжди трапляється               | Something Always Happens            | Так     |           |          |
| 1935      |     | О, Тату!                              | Oh, Daddy!                          |         | Так       |          |
| 1935      |     | Дівчина в натовпі                     | The Girl in the Crowd               | Так     |           |          |
| 1935      |     | Ледарі                                | Lazybones                           | Так     |           |          |
| 1935      |     | Тест на кохання                       | The Love Test                       | Так     |           |          |
| 1935      |     | Ніч вечірки                           | The Night of the Party              | Так     |           |          |
| 1935      |     | Примарне світло                       | The Phantom Light                   | Так     |           |          |
| 1935      |     | Ціна пісні                            | The Price of a Song                 | Так     |           | Так      |
| 1935      |     | Коли-небудь                           | Someday                             | Так     |           |          |
| 1936      |     | Її останній випадок                   | Her Last Affaire                    | Так     |           |          |
| 1936      |     | Коричневий гаманець                   | The Brown Wallet                    | Так     |           |          |
| 1936      |     | Людина за маскою                      | The Man Behind the Mask             | Так     |           |          |
| 1936      |     | Корона проти Стівенса                 | Crown vs. Stevens                   | Так     |           |          |
| 1937      |     | Край світу                            | The Edge of the World               | Так     |           |          |
| 1939      | к/м | Сміт                                  | Smith                               | Так     |           |          |
| 1939      |     | Шпигун у чорному                      | The Spy in Black                    | Так     |           |          |
| 1939      |     | У лева є крила                        | The Lion Has Wings                  | Так     |           |          |
| 1940      |     | Контрабанда                           | Contraband                          | Так     | Так       |          |
| 1940      |     | Багдадський злодій                    | The Thief of Bagdad                 | Так     |           |          |
| 1941      |     | 49-а паралель                         | 49th Parallel                       | Так     |           | Так      |
| 1942      |     | Один з наших літаків не повернувся    | One of Our Aircraft Is Missing      | Так     | Так       | Так      |
| 1943      |     | Життя і смерть полковника Блімпа      | The Life and Death of Colonel Blimp | Так     | Так       | Так      |
| 1943      |     | Срібний флот                          | The Silver Fleet                    |         |           | Так      |
| 1944      |     | Кентерберійська історія               | A Canterbury Tale                   | Так     | Так       | Так      |
| 1945      |     | Я знаю, куди я йду!                   | I Know Where I'm Going!             | Так     | Так       | Так      |
| 1946      |     | Питання життя і смерті (Сходи в небо) | A Matter of Life and Death          | Так     | Так       | Так      |
| 1947      |     | Чорний нарцис                         | Black Narcissus                     | Так     |           | Так      |
| 1947      |     | Кінець річки                          | The End of the River                |         |           | Так      |
| 1948      |     | Червоні черевички                     | The Red Shoes                       | Так     | Так       | Так      |
| 1949      |     | Маленька задня кімната                | The Small Back Room                 | Так     | Так       | Так      |
| 1950      |     | Пішла під землю                       | Gone to Earth                       | Так     | Так       | Так      |
| 1950-1957 | т/с | Роберт Монтгомері представляє         | Robert Montgomery Presents          |         | Так       |          |
| 1950      |     | Доблесний Пімпернал                   | The Elusive Pimpernel               | Так     | Так       | Так      |
| 1951      |     | Казки Гофмана                         | The Tales of Hoffmann               | Так     | Так       | Так      |
| 1951      |     | Айла — донька півночі                 | Aila, Pohjolan tytär                |         |           | Так      |
| 1952      |     | Дике серце                            | The Wild Heart                      | Так     | Так       | Так      |
| 1955      |     | О… Розалінда!!                        | Oh… Rosalinda!!                     | Так     | Так       | Так      |
| 1956      |     | Битва біля Ла-Плати                   | The Battle of the River Plate       | Так     | Так       | Так      |
| 1957      |     | Нічна засідка                         | Ill Met by Moonlight                | Так     | Так       | Так      |
| 1959      |     | Коханці з Терюеля                     | Luna de miel                        | Так     | Так       | Так      |
| 1960      |     | Допитливий Том                        | Peeping Tom                         | Так     |           | Так      |
| 1961-1965 | т/с | Захисники                             | The Defenders                       | Так     |           |          |
| 1961      |     | Королеви гвардії                      | The Queen's Guards                  | Так     |           | Так      |
| 1962-1965 | т/с | Медсестри                             | The Nurses                          | Так     |           |          |
| 1963-1964 | т/с | Шпигунство                            | Espionage                           | Так     |           |          |
| 1963      |     | Герцог Блаубарт Бург                  | Herzog Blaubarts Burg               | Так     |           |          |
| 1966      |     | Дивна компанія                        | They're a Weird Mob                 | Так     |           | Так      |
| 1968      |     | Повноліття                            | Age of Consent                      | Так     | Так       | Так      |
| 1968      |     | Себастьян                             | Sebastian                           |         |           | Так      |
| 1972      |     | Хлопчик, який став жовтим             | The Boy Who Turned Yellow           | Так     |           |          |
| 1978      | к/м | Повернення на край світу              | Return to the Edge of the World     | Так     |           | Так      |
| 1983      |     | Анна Павлова                          | Анна Павлова                        |         |           | Так      |

## Визнання
| Рік                                       | Категорія                                                          | Фільм                                                                 | Результат |
| ----------------------------------------- | ------------------------------------------------------------------ | --------------------------------------------------------------------- | --------- |
| Венеційський міжнародний кінофестиваль    |                                                                    |                                                                       |           |
| 1937                                      | Кубок Муссоліні за найкращий іноземний фільм                       | Край світу                                                            | Номінація |
| 1948                                      | Великий міжнародний приз                                           | Червоні черевички (спільно з Емериком Прессбургером)                  | Номінація |
| 1949                                      | Золотий лев                                                        | Доблесний Пімпернал (спільно з Емериком Прессбургером)                | Номінація |
| 1950                                      | Золотий лев                                                        | Той, що пішов на землю (спільно з Емериком Прессбургером)             | Номінація |
| 1982                                      | Золотий лев за кар'єру                                             | Золотий лев за кар'єру                                                | Перемога  |
| Премія «Г'юго»                            |                                                                    |                                                                       |           |
| 1943                                      | Найкраща драматична постановка                                     | Багдадський злодій                                                    | Номінація |
| Премія «Оскар»                            |                                                                    |                                                                       |           |
| 1943                                      | Найкращий сценарій                                                 | Один з наших літаків не повернувся (спільно з Емериком Прессбургером) | Номінація |
| Спільнота кінокритиків Нью-Йорка          |                                                                    |                                                                       |           |
| 1946                                      | Найкращий режисер (спільно з Емериком Прессбургером)               | Сходи в небо                                                          | 3-є місце |
| Премія «Боділ»                            |                                                                    |                                                                       |           |
| 1948                                      | Найкращий європейський фільм                                       | Сходи в небо (спільно з Емериком Прессбургером)                       | Перемога  |
| Берлінський міжнародний кінофестиваль     |                                                                    |                                                                       |           |
| 1951                                      | Срібний ведмідь за найкращу музику                                 | Казки Гоффмана (спільно з Емериком Прессбургером)                     | Перемога  |
| Каннський міжнародний кінофестиваль       |                                                                    |                                                                       |           |
| 1951                                      | Гран-прі фестивалю                                                 | Казки Гоффмана (спільно з Емериком Прессбургером)                     | Номінація |
| 1959                                      | Золота пальмова гілка                                              | Коханці з Терюеля                                                     | Номінація |
| Премія BAFTA                              |                                                                    |                                                                       |           |
| 1957                                      | Найкращий британський сценарій                                     | Битва біля Ла-Плати (спільно з Емериком Прессбургером)                | Номінація |
| 1957                                      | Стипендія Академії                                                 | Стипендія Академії                                                    | Перемога  |
| Кінофестиваль у Теллуріді, США            |                                                                    |                                                                       |           |
| 1977                                      | Золотий медальйон                                                  | Золотий медальйон                                                     | Перемога  |
| Премія Британського кіноінституту         |                                                                    |                                                                       |           |
| 1983                                      | Премія за досягнення                                               | Премія за досягнення                                                  | Перемога  |
| Лондонське коло кінокритиків              |                                                                    |                                                                       |           |
| 1986                                      | Спеціальна премія за досягнення (спільно з Емериком Прессбургером) | Спеціальна премія за досягнення (спільно з Емериком Прессбургером)    | Перемога  |
| Міжнародний кінофестиваль у Сан-Франциско |                                                                    |                                                                       |           |
| 1987                                      | Премія Акіри Куросави                                              | Премія Акіри Куросави                                                 | Перемога  |

## Автобіографія
- Michael Powell. A Life in the Movies. Heinemann, London, 1986 ISBN 0571204317, ISBN 978-0571204311